# لاس ترامپاس (نیومکزیکو)
لاس ترامپاس (به انگلیسی: Las Trampas) یک منطقهٔ مسکونی در ایالات متحده آمریکا است که در نیومکزیکو واقع شده‌است.